# George Bernard Shaw
George Bernard Shaw [Šó] (26. července 1856, Dublin – 2. listopadu 1950, Ayot St. Lawrence, Anglie) byl irský dramatik, nositel Nobelovy ceny za literaturu za rok 1925.

## Život
Shaw pocházel ze staré, ale dosti zchudlé protestantské rodiny. Jeho otec byl neúspěšným obchodníkem s obilím, stal se z něho alkoholik a nestaral se o synovo vzdělání. Shaw brzy poznal praktický život, protože se již od patnácti let musel sám živit (pracoval jako úředník v dublinské realitní kanceláři). Pozitivní vliv na něj měla jedině jeho matka, která se věnovala hudbě. Roku 1873 opustila manžela a odjela se svým učitelem zpěvu do Londýna, kde začala zpěv sama vyučovat. Roku 1876 přijel Shaw do Anglie za matkou a nevrátil se do Irska dalších třicet let (a to ani na otcův pohřeb). Psal články o hudbě do časopisu The Hornet (Sršeň) a vzdělával se jako samouk v knihovně Britského muzea, mimo jiné četbou partitur Richarda Wagnera a děl Karla Marxe, jehož myšlenky o třídním boji a revolučním poslání dělnické třídy však nepřijal. Stal se nadšeným propagátorem norského dramatika Henrika Ibsena a od roku 1879 navštěvoval také akce různých filozofických a politických společností.
Přednášky amerického ekonoma Henryho George (1829–1897), zejména jeho teorie o vzniku chudoby, jej přivedly k reformnímu socialismu. Založil proto roku 1884 společně s britským labouristickým politikem, ekonomem a publicistou Sidneym Jamesem Webbem (1859–1947) tzv. Fabiánskou společnost (Fabian Society), která šířila teorii fabiánského socialismu. Její členové odmítali násilí, zvláště Marxovy myšlenky o nastolení socialismu revolučním bojem, a připravovali porážku kapitalismu pomocí postupných reforem a parlamentní cestou.
V této době se Shaw prosadil jako výtvarný, hudební a později i literární a divadelní kritik. Jeho výtvarné a hudební recenze vycházely v londýnském časopise The World (Svět) a v irském nacionalisticky orientovaném časopise The Star (Hvězda), divadelní kritiky psal i pro časopis Saturday Revue (Sobotní revue).
Roku 1898 se Shaw oženil s Charlottou Payne-Townsendovou. Bezdětné a vcelku šťastné manželství skončilo roku 1943 Charlottinou smrtí a bylo otřeseno pouze roku 1914 Shawovou láskou k divadelní herečce Patrick Campbellové.
Shaw se pokoušel rovněž o uplatnění v politice, ale jeho pokusy nebyly nijak úspěšné. Jeho socialistické projevy před volbami do Rady londýnského hrabství roku 1904 odradily většinu voličů. Důsledkem skepse vyvolané událostmi první světové války byla Shawova žurnalistická i finanční podpora komunistické vládě v Sovětském svazu, který navštívil roku 1931. Další jeho cesta vedla roku 1932 do Jižní Afriky a roku 1933 do USA, kde však sklidil velký neúspěch, protože přednášel o znárodnění amerického průmyslu.
Na počátku Shawova literárního díla stojí série pěti nepříliš úspěšných románů napsaných v letech 1879–1883, z nichž první čtyři byly nakladatelem odmítnuty a pátý vyšel roku 1884 nejprve časopisecky. Jde o poměrně nezralá díla, vyznačující se však odvážnou útočností a satirickými šlehy. Jejich hrdinou bývá často mladý výtržník, který pohoršuje měšťáky nesentimentální věcností i naprostou neúctou ke společenským konvencím a posvátným hodnotám.
Své pravé umělecké pole našel Shaw až v dramatické tvorbě, ve které uplatnil svůj jasný, kritický a ironický intelekt. Debutoval roku 1892 hrou Domy pana Sartoria, po níž následovala řada vtipných, většinou satiricky přiostřených dramat s náměty dobovými (Živnost paní Warrenové, Candida), historickými (Pekelník, Caesar a Kleopatra, Svatá Jana) či s úsměvným až sardonickým pohledem na aktuální otázky ženské emancipace a na viktoriánské představy společenských tříd (Pygmalion). Své hry Shaw tvořil podle své koncepce tzv. sociálně diskuzní komedie a přivedl na scénu dramatickou debatu, osvětlující ústřední myšlenku hry ze všech stran v náhlých a překvapivých zvratech. Novinkou byly také jeho důkladné předmluvy k tištěným vydáním jeho her, což jsou vlastně eseje o jejich hlavních myšlenkách a obsahují ostrou kritiku viktoriánské morálky a zbídačování člověka. Celým svým dílem Shaw směřoval ke kritickému hodnocení společnosti, kterou vidí pod zorným úhlem palčivých sociálních otázek a svého pokrokového zaměření.
Roku 1925 obdržel Shaw Nobelovu cenu za literaturu „…za idealismus i humanitu jeho literárního díla, jehož svěží satira často v sobě zahrnuje osobitou poetickou krásu“ (citace z odůvodnění Švédské akademie) a od roku 1929 je na jeho počest pořádán Malvernský divadelní festival, na kterém byly uvedeny některé jeho pozdní hry.
Po smrti své manželky v roce 1943 začal Shaw postupně ztrácet zájem o vlastní život. Pracoval stále pomalejším tempem a roku 1950 zemřel v úctyhodném věku 94 let ve své venkovské vile ve střední Anglii v Ayot St. Lawrence, kde žil od roku 1906.

## Dílo

### Prózy
- Pětice románů, napsaná v letech 1879–1883:
  - An Unsocial Socialist (1884, Nespolečenský socialista), knižně 1887,
  - Cashel Byron's Profession (1886, Povolání Cashela Byrona), česky též jako Cashel Byron, profesionál,
  - Love Among the Artists (1900, Láska mezi umělci),
  - The Irrational Knot (1905, Nerozvážný sňatek),
  - Immaturity (1931, Nezralost).
- The Quintessence of Ibsenism (1891, Kvintesence ibsenismu), eseje obhajující dílo Henrika Ibsena a jiných sociálně kritických dramatiků.
- The Perfect Wagnerite (1898, Dokonalý wagnerián), eseje, ve kterých jsou opery Richarda Wagnera považovány za kritérium umělecké dokonalosti,
- Fabian Essays on Socialism (1889, Fabiánská pojednání o socialismu), eseje,
- The Common Sense of Municipal Trading (1904, Zdravý smysl obecní politiky), eseje,
- Intelligent Woman's Guide to Socialism and Capitalism (1928, Průvodce inteligentní ženy po socialismu a kapitalismu), didaktická próza.
- Music In London 1890–1894 (1931, Hudba v Londýně 1890–1894), eseje o hudbě,
- Our Theatres in the Nineties (1931, Naše divadla v devadesátých letech), eseje o divadle,
- Adventures of the Black Girl in Her Search for God (1932, Cesta černošské dívky k bohu), didaktická próza, jejíž hrdinka prohlédne nedokonalost náboženství a vědy a rozhodne se pro obyčejný život.
- Everybody's Political What's What (1944, Politika pro každého), eseje,
- Sixteen Self Sketches (1949, Šestnáct autobiografických skic),

### Divadelní hry
- An Unfinished Novel (1958, Nedokončený román), fragment napsaný v letech 1887–1888.
- Play Pleasant and Unpleasant (1898, Hry utěšené a neutěšené), tiskem vydaná sbírka prvních sedmi Shawových divadelních her. Tři úvodní satirická dramata označil autor jako Hry neutěšené, následující čtyři komedie jako Hry utěšené. V těch se Shaw podle vlastních slov již nesoustředil na společenské zločiny, ale psal je jako satiru na pošetilosti morálky svých současníků.
  - Widower's House (1892, Domy pana Sartoria), Shawova dramatická prvotina, první z tzv. Neutěšených her, ve které Shaw poukazuje na souvislost sexuální přitažlivosti a moci peněz.
  - The Philander (1893, Záletník), česky jako Záletník Leonard nepříliš zdařilá druhá z tzv. Neutěšených her (hrána až 1905), která se soustřeďuje na problematiku sexu a také zesměšňuje nedůslednou ženskou emancipaci.
  - Mrs. Warren's Profession (1893, Živnost paní Warrenové), vrcholné dílo Shawova raného období, třetí a poslední z tzv. Neutěšených her, jejichž provozování bylo ve Velké Británii zakázáno do roku 1925.
  - Arms and the Man (1894, Válka a hrdina), první z tzv. Utěšených her je satirou na válku a autor v ní zesměšňuje naivní představy o válečném hrdinství. Komedie se odehrává za fiktivní bulharsko-srbské války. český název Čokoládový hrdina je převodem anglického názvu operety Der tapfere Soldat Oscara Strause z roku 1908 The Chocolate Soldier, přičemž tento název je odvozen od toho, že jedna z postav, srbský důstojník, dává přednost čokoládě před bojem.
  - Candida (1895), druhá z tzv. Utěšených her, hrána 1897, byla ve své době velice úspěšná a stala se hitem newyorské divadelní sezóny 1903–1904. Jde o satiru na romantické pojetí lásky.
  - The Man of Destiny (1896, Osudový muž), česky jako Muž z budoucnosti, třetí z tzv. Utěšených her, jednoaktovka o mladém Napoleonovi, který za svého italského tažení (1796–1797) prožívá milostnou krizi, ale nakonec jde dál za svou kariérou. Hra je satirou na romantické pojetí moci, Napoleona však Shaw vylíčil jako realistického politika a obdivuhodného muže velmi silné vůle.
  - You Never Can Tell (1896, Člověk nikdy neví), čtvrtá a poslední z tzv. Utěšených her, hrána 1900. Jde o komedii líčící paradoxy v milostných a rodinných vztazích a ukazující na pošetilost romantického pojetí námluv a dvoření.
- Three Plays for Puritans (1901, Tři hry pro puritány), druhá tiskem vydaná sbírka tří dalších Shawových divadelních her. Puritáni nebyli pro Shawa náboženští horlivci, nýbrž střízliví realisté, kteří stejně jako on zavrhovali sentiment i sebeklam a prosazovali osvobozující poznání.
  - Devil's Disciple (1897, Pekelník), česky též jako Čertovo kvítko nebo Ďáblův žák, komedie odehrávající se během Americké války za nezávislost.
  - Caesar and Cleopatra (1898, Caesar a Kleopatra). Jde o parodii tragédie Williama Shakespeara Antonius a Kleopatra, zaměřená proti idealizujícímu pojetí velké lásky.
  - Captain Brassbound's Conversion (1898, Obrácení kapitána Brassbounda), divadelní hra uvedená roku 1900 je parodií exotických melodramat viktoriánské doby, v nichž britští vojáci často zachraňují bílé dámy před nebezpečnými domorodci.

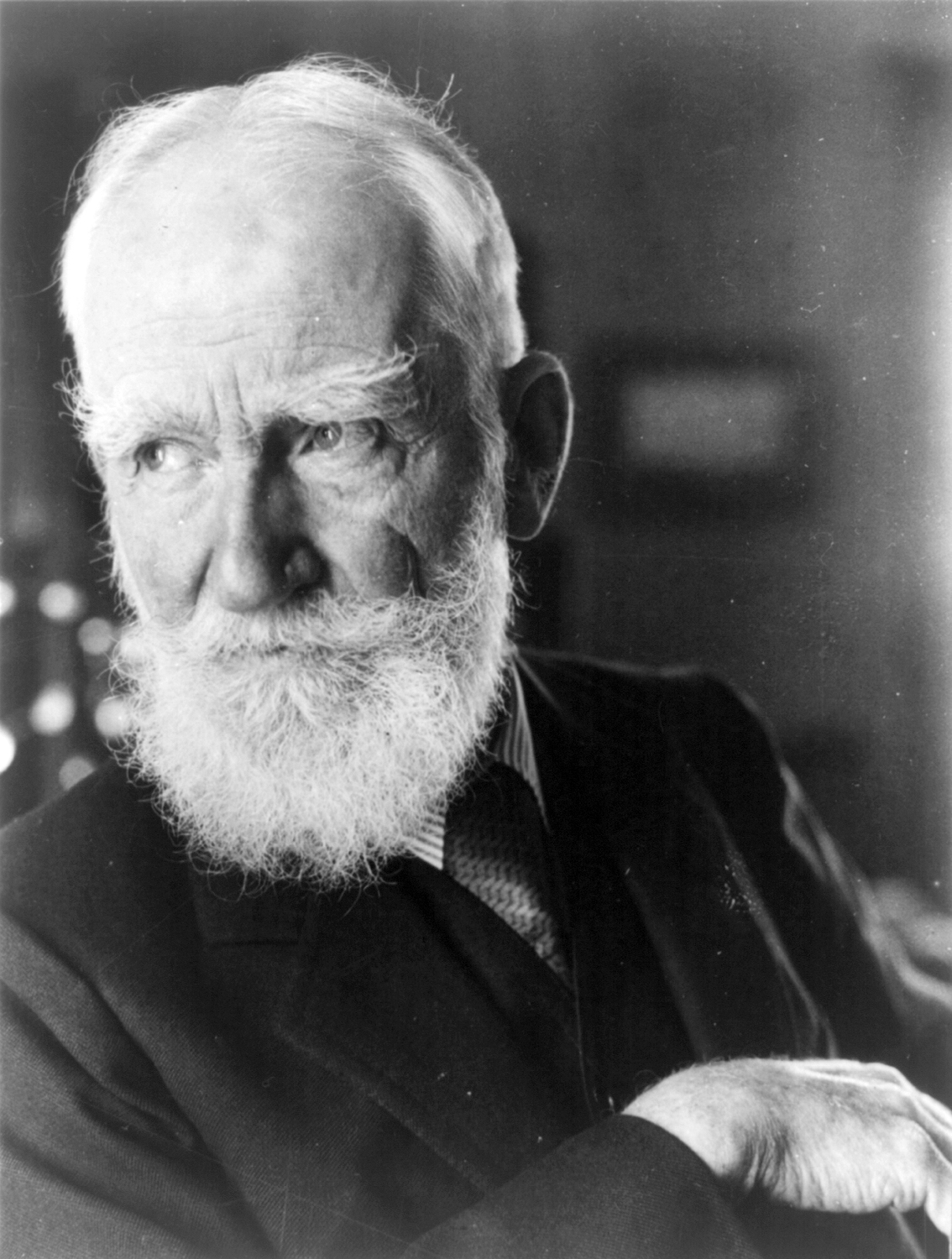
George Bernard Shaw v roce 1934

- The Admirable Bashville (1901, Vzorný sluha Bashville), jednoaktovka.
- Man and Superman (1902–1903, Muž a Nadmuž), filozofická komedie, uvedená prvně roku 1905, je výrazem Shawova pojetí vývoje, jehož hlavními příčinami jsou Nietschova vůle k moci a bergsonovská životní síla, které vedou k boji mezi pohlavími.
- John Bull's Other Island (1904, Druhý ostrov Johna Bulla), politická komedie založená na hře paradoxů.
- How He Lied to Her Husband (1904, Jak lhal jejímu manželu), jednoaktovka,
- The Doctor's Dilemma (1906, Lékař v rozpacích), drama, ve kterém Shaw vytvořil odpudivý obraz lékaře podvodníka, kontrastující s portrétem jednoho z pacientů, tuberkulózního malíře, který je schopen, i přes svou amorálnost, ukázat lidem jejich pravou tvář.
- Major Barbara (1907, Majorka Barbara), sociálně laděná komedie zabývající se problematikou filantropie. Mladá majorka Armády spásy se charitativní činnosti snaží protestovat proti svému otci, zbrojařskému milionáři. Ukáže se však, že filantropie nemůže chudobu odstranit, a tak nesentimentální otec svou dceru nakonec přesvědčí, že proti chudobě je možno bojovat jen intelektuální kontrolou hospodářství.
- Getting Married (1908, Ženění a vdávání), lehká komedie o manželství a vztazích mezi rodiči a dětmi.
- The Glimpse of Reality (1909, Záblesk pravdy), komedie odehrávající se v renesanční Itálii,
- The Shewing-up of Blanco Posnet (1909, Prohlédnutí Blanco Posneta), jednoaktovka,
- Misalliance (1910, Mesaliance), komedie, ve které Shaw dále rozvíjí své názory na manželství ze hry Ženění a vdávání, (název hry znamená společensky nerovný sňatek).
- Dark Lady of the Sonnets (1910, Černá dáma sonetů), vtipná a intelektuálně okouzlující komedie inspirovaná tajemnou černou dámou, které je věnována část Sonetů Williama Shakespeara.
- Fanny's First Play (1912, Fannina první hra), komedie jejíž součástí je představení anonymní hry a mudrování čtyř prominentních kritiků snažících se objevit autora, kterým není nikdo jiný než titulní hrdinka.
- Pygmalion (1912), snad nejslavnější Shawova komedie, satira na viktoriánské představy společenských tříd, hraná nejprve roku 1913 ve Vídni, v Berlíně a v Praze, od roku 1914 i v Londýně, tiskem vyšla roku 1915.
- Androcles and the Lion (1912, Androkles a lev), komedie z doby římského pronásledování křesťanů. Hra je vydávána se Shawovou předmluvou, která obsahuje výsledky dlouhého autorova výzkumu Bible.
- Great Catherine (1913, Veliká Kateřina), historická komedie,
- Press Cuttings (1913, Výstřižky z novin), jednoaktovka,
- The Music Cure (1913, Léčení hudbou), jednoaktovka,
- Augustus Does His Bit (1916, Jak August vykonal svou povinnost),
- Heartbreak House (1917, Dům zlomených srdcí), hořká společenská komedie, ve které se odráží Shawovy skeptické názory na historii a celé lidstvo vzniklé pod dojmem první světové války.
- Back to Methuselah (1918–1920, Zpět k Methusalemovi), filozofická utopie skládající se z pěti divadelních her, zobrazující nietzscheovského nadčlověka, jehož dlouhověkost umožní lidstvu vyřešit naléhavé problémy, s nimiž se potýká.
- Saint Joan (1923, Svatá Jana), historická hra o francouzské národní hrdince Johance z Arku, která je představitelkou zdravého rozumu rebelujícího proti násilí, dogmatismu a autoritářství.
- The Apple Cart (1930, Trakař jablek), politická komedie o paradoxech britské demokracie i angloamerických vztahů, česky též jako Americký císař.
- Too True to be Good (1931, Příliš pravdivý, aby byl dobrý), hra navazující tematicky na Dům zlomených srdcí.
- On the Rocks (1933, Na úskalí),
- The Six of Calais (1934, Měšťané calaisští), komedie, které Shawa inspiroval válečný příběh francouzského kronikáře Jeana Froissarta ze 14. století.
- The Millionairess (1936, Milionářka), fraška o působení peněz na lidské chování.
- Geneva (1938, Ženeva), obraz světa, kde fašističtí diktátoři nemohou být odsouzeni.
- In Good King Charles's Golden Days (1939, Za zlatých časů dobrého krále Karla), hra odehrávající se za restaurace monarchie po anglické revoluci.
- Buoyant Billions (1947, Buoyantovy miliardy), jednoaktovka (slovo bouyant znamená v angličtině optimistický nebo lehkomyslný).
- Shakes versus Shav (1949, Shakes proti Shavovi), poslední Shawovo dokončené dílo, loutková groteska prvně hraná na Malvernském festivalu.

## Filmové adaptace
- How He Lied to Her Husband (Jak lhal jejímu manželu), Velká Británie 1931, režie Cecil Lewis.
- Arms and the Man (Čokoládový hrdina), Velká Británie 1932, režie Cecil Lewis.
- Pygmalion, Německo 1935, režie Erich Engel.
- Pygmalion, Nizozemsko 1936, režie Ludwig Berger.
- Pygmalion, Velká Británie 1938, režie Anthony Asquith, v hlavních rolích Leslie Howard a Wendy Hillerová.
- Major Barbara, Velká Británie 1941, režie Gabriel Pascal.
- Caesar and Cleopatra (Caesar a Kleopatra), Velká Británie 1945, režie Gabriel Pascal, v hlavních rolích Claude Rains a Vivien Leighová.
- Saint Joan (Svatá Jana), Velká Británie 1957, režie Otto Preminger, v hlavní roli Jean Sebergová, scenáristická úprava Graham Greene.
- Doctor's Dilemma (Lékař v rozpacích), Velká Británie 1958, režie Anthony Asquith.
- The Devil's Disciple (Pekelník), Velká Británie 1959, režie Guy Hamilton, v hlavních rolích Burt Lancaster, Kirk Douglas a Laurence Olivier.
- The Millionaires (Milionářka), Velká Británie 1961, režie Anthony Asquith, v hlavních rolích Sophia Lorenová, Peter Sellers a Vittorio De Sica.
- My Fair Lady, USA 1964, režie George Cukor, úspěšné zfilmování amerického muzikálu podle Shawovy komedie Pygmalion, v hlavní rolích Rex Harrison a Audrey Hepburnová.
- Great Catherine, Velká Británie 1968, režie Gordon Flemyng, v hlavní rolích Peter O'Toole a Jeanne Moreau.
- Скорбное бесчувствие (Dům zlomených srdcí), Sovětský svaz 1987, režie Alexandr Sokurov,

## Česká vydání
- Fabianská pojednání o socialismu, Rozhledy, Praha 1896, přeložil Josef Pelcl,
- Pekelník, Jan Otto, Praha 1906, přeložil Karel Mušek, znovu vydal B. M. Klika, Praha 1926.
- Cashel Byron, profesionál, Jan Otto, Praha 1908, přeložil Karel Mušek,
- Živnost paní Warrenové, M. Knapp, Praha 1908, přeložil Gustav Tichý,
- Caesar a Kleopatra, B. M. Klika, Praha 1917, přeložil Karel Mušek,
- Pygmalion, B. M. Klika, Praha 1918, přeložil Karel Mušek, znovu 1926.
- Člověk a nadčlověk, Kamilla Neumannová, Praha 1919, přeložil Ivan Schulz, znovu 1929.
- Mesaliance, B. M. Klika, Praha 1919, přeložil Karel Mušek,
- Kapitoly o manželství, St. Kočí, Brno 1920, přeložil A. Hoch,
- Fannina první hra, B. M. Klika, Praha 1921, přeložil Karel Mušek,
- Čokoládový hrdina, B. M. Klika, Praha 1923, přeložil Karel Mušek,
- Svatá Jana, B. M. Klika, Praha 1924, přeložil Frank Tetauer, znovu ČDLJ (Československé divadelní a literární jednatelství) 1954 a Orbis 1956.
- Lékař v rozpacích, B. M. Klika, Praha 1925, přeložili Karel Mušek a Emil Seeland, znovu 1926.
- Zdravý smysl obecní politiky, A. Svěcený, Praha 1925, přeložila Bohumila Kubertová,
- Dům zlomených srdcí, B. M. Klika, Praha 1926, přeložili Karel Mušek, Anna Pflanzerová a Klára Pražáková,
- Povolání Cashela Byrona, Družstevní práce, Praha 1929, přeložili Karel Mušek a Alfred Pflanzer,
- Průvodce inteligentní ženy po socialismu a kapitalismu, Družstevní práce, Praha 1929, přeložil Vladimír Procházka,
- Major Barbara, Družstevní práce 1929, přeložili Karel Mušek, Miloslava Davidová a Aloys Skoumal,
- Zpět k Methusalemovi, B. M. Klika, Praha 1929, přeložili Alfred Pflanzer a Karel Mušek,
- Veliká Kateřina, Družstevní práce, Praha 1929, přeložili Zdeněk Gintl a Vladimír Vendyš,
- Drobnosti I., Družstevní práce, Praha 1930, přeložili Karel Mušek a Alfred Pflanzer, obsahuje hry Vzorný sluha Bashville a Jak lhal jejímu manželu.
- Druhý ostrov Johna Bulla, Družstevní práce, Praha 1930, přeložila Emilie K. Škrachová,
- Člověk nikdy neví, Družstevní práce, Praha 1931, přeložili Alfred Pflanzer a Karel Mušek,
- Nespolečenský socialista, Družstevní práce, Praha 1931, přeložil Alfred Pflanzer,
- Socialismus pro milionáře, Adolf Synek, Praha 1931, přeložil Vladimír Procházka,
- Ženění a vdávání, B. M. Klika, Praha 1931, přeložila Emilie K. Škrachová,
- Nerozvážný sňatek, Družstevní práce, Praha 1931, přeložil Alfred Pflanzer,
- Černá dáma sonetů, Centrum, Praha 1931, přeložil Karel Mušek,
- Co řekl Bernard Shaw Američanům o Rusku, J. Fromek, Praha 1932,
- Láska mezi umělci, Družstevní práce, Praha 1932, přeložili Karel Mušek a Alfred Pflanzer,
- Obrácení kapitána Brassbounda, Družstevní práce, Praha 1932, přeložili Vladimír Procházka a Karel Mušek,
- Trakař jablek, Družstevní práce, Praha 1932, přeložil Frank Tetauer,
- Dokonalý wagnerián, Družstevní práce, Praha 1933, přeložil Vladimír Procházka,
- Drobnosti II., Družstevní práce, Praha 1933, přeložili Karel Mušek a Alfred Pflanzer, obsahuje hry Výstřižky z novin a Prohlédnutí Blanco Posneta.
- Muž z budoucnosti, Družstevní práce, Praha 1933, přeložili Bedřich Felix a Vladimír Vendyš,
- Nezralost, Družstevní práce, Praha 1934, přeložil Alfred Pflanzer,
- Milionářka, Družstevní práce, Praha 1936, přeložil Frank Tetauer,
- Na úskalí, Družstevní práce, Praha 1936, přeložil Frank Tetauer a Vladimír Vendyš,
- Nebeský football a jiné povídky, Lidová kultura, Praha 1938, přeložil Vladimír Procházka, výbor z povídek.
- Cesta černošské dívky k Bohu, Nakladatelské družstvo Máje, Praha 1939, přeložil Zdeněk Vančura,
- Ďáblův žák, Městská divadla v Plzni, Plzeň 1945,
- Politika pro každého, Práce, Praha 1947, přeložil Alfred Pflanzer,
- Domy pana Sartoria, Městská divadla pražská, Praha 1948,
- Léčení hudbou, ČDLJ (Československé divadelní a literární jednatelství), Praha 1951, přeložil Frank Tetauer,
- Měšťané calaisští, Praha 1951, přeložil Frank Teatuer,
- Americký císař, Orbis, Praha 1953, přeložil Frank Tetauer,
- Domy pana Sartoria, Orbis, Praha 1953, přeložil Frank Tetauer, znovu DILIA 1960.
- Záblesk pravdy, ČDLJ, Praha 1953, přeložil Frank Tetauer,
- Živnost paní Warrenové, ČDLJ, Praha 1953, přeložil Frank Teatuer,
- Androkles a lev, ČDLJ, Praha 1954, přeložil Frank Tetauer,
- Čertovo kvítko, ČDLJ, Praha 1954, přeložil Frank Tetauer, znovu DILIA, Praha 1973.
- Čokoládový hrdina, ČDLJ, Praha 1956, přeložil Ota Ornest
- Majorka Barbora, ČDLJ, 1956, přeložil Aloys Skoumal, znovu Orbis 1960.
- Hry I.–II., SNKLHU, Praha 1956, přeložili Frank Tetauer, Zdeněk Vančura, Eva Kondrysová, Rostislav Kocourek a Květa Marysková, obsahuje hry Vdovcovy domy, Živnost paní Warrenové, Čertovo kvítko, Caesar a Kleopatra, Androkles a lev, Záblesk pravdy, Pygmalion, Dům zlomených srdcí, Svatá Jana, Na úskalí a Milionářka.
- Jak August vykonal svou povinnost, DILIA, Praha 1957, přeložila Věra Nosková,
- Candida, DILIA, Praha 1958, přeložila Pavla Moudrá,
- Druhý ostrov Johna Bulla, DILIA, Praha 1958, přeložil Frank Tetauer,
- Člověk nikdy neví, DILIA, Praha 1960, přeložil Milan Lukeš, znovu Orbis 1963.
- Pygmalion, DILIA, Praha 1960, přeložil Frank Tetauer,
- Pygmalion, DILIA, Praha 1965, přeložili Luba a Rudolf Pellarovi,
- Dům zlomených srdcí, DILIA, Praha 1965, přeložil Ota Ornest,
- Záletník Leonard, DILIA, Praha 1967, přeložil Ota Ornest,
- Živnost paní Warrenové, DILIA, Praha 1967, přeložil Břetislav Hodek,
- Pygmalion, DILIA, Praha 1968, přeložil Milan Lukeš, znovu 1979, Národní divadlo, Praha 2005 a Artur, Praha 2007 a 2013.
- Nebeský fotbal a jiné povídky, Melantrich, Praha 1973, přeložila Eva Kotulová, výbor z povídek.
- O sobě, Supraphon, Praha 1974, překlad Břetislav Hodek, výbor ze Shawových Šestnácti autobiografických skic.
- Čokoládový hrdina, DILIA, Praha 1978, přeložila Ludmila Janská,
- Svatá Jana, DILIA, Praha 1978, přeložil Milan Lukeš
- Divadelní moudrost Bernarda Shawa, Mladá fronta, Praha 1979, přeložil Břetislav Hodek a Milan Lukeš, obsahuje Živnost paní Warrenové, Pygmalion a Svatá Jana.
- Dům zlomených srdcí, DILIA, Praha 1987, přeložil Jaroslav Kořán.